# Seigneurie de Lavaltrie
La seigneurie de Lavaltrie (aussi nommée La Valtrie ou La Valterie) est concédée le 29 octobre 1672 à Séraphin Margane de Lavaltrie par l'intendant Jean Talon.

## Historique
Cette seigneurie est concédée à Séraphin Margane de Lavaltrie par l'intendant Jean Talon, le 29 octobre 1672. Elle est agrandie le 21 avril 1734 par une concession du gouverneur Beauharnois et de l'intendant Gilles Hocquart. En 1853, la seigneurie est divisée en quatre fiefs (Lavaltrie, Joliette, Taillant et Tarieu) qui seront cadastrés séparément en 1861.

## Liste des propriétaires
- 1672-1699 : Séraphin Margane de Lavaltrie
- 1699-1733 : Louise Bissot (Veuve de feu Séraphin Margane de Lavaltrie)
- 1699-1704 : François-Marie Margane de Batilly[3](fils de feu Séraphin Margane de Lavaltrie) et autres héritiers propriétaires partiels jusqu'en 1781
- 1704-1765 :  Pierre-Paul Margane de Lavaltrie, père (fils de feu Séraphin Margane de Lavaltrie)
- 1765-1810 : Pierre-Paul Margane de Lavaltrie[4] et Louise-Jeanne Margane de Lavaltrie (enfants de feu Pierre-Paul Margane de Lavaltrie (père))
- 1810-1822 : Marie-Angélique de La Corne de Chapt (veuve de feu Pierre-Paul Margane de Lavaltrie. Mort en 1815.)  et Suzanne-Antoinette Margane de Lavaltrie (fille de feu Pierre-Paul Margane de Lavaltrie)
- 1822-1853 : Pierre-Paul Tarieu de Lanaudière, Marie-Charlotte Tarieu de Lanaudière et Marie-Antoinette-Suzanne Tarieu de Lanaudière (enfants de feue Suzanne-Antoinette Margane de Lavaltrie) Pierre-Paul décède en 1832.
- 1832-1853 : Charles-Barthélémy-Gaspard Tarieu de Lanaudière, Marie-Angélique-Josèphe Tarieu de Lanaudière et Suzanne-Antoinette-Almésime Tarieu de Lanaudière (enfants de feu Pierre-Paul Tarieu de Lanaudière) Suzanne-Antoinette-Almésime décède en 1844[1].

### Division en fiefs
En 1853, la seigneurie est divisée entre les 4 propriétaires vivants : Marie-Charlotte Tarieu de Lanaudière, Marie-Antoinette-Suzanne Tarieu de Lanaudière, Charles-Barthélémy-Gaspard Tarieu de Lanaudière et Marie-Angélique-Josèphe Tarieu de Lanaudière

#### Fief de Lavaltrie
- 1853-1876 :  Marie-Antoinette-Suzanne Tarieu de Lanaudière et son époux Peter Charles Loedel
- 1876-1897 : Charles-Bernard-Henri Leprohon (neveu de Peter Charles Loedel)
- 1897-1925 : Joséphine Derome (veuve de feu Charles-Bernard-Henri Leprohon)
- 1925-1940 : Succession de feue Joséphine Derome[5]

#### Fief de Joliette
- 1853-1871 : Marie-Charlotte Tarieu de Lanaudière
- 1871-1875 : Charles-Barthélémy-Gaspard Tarieu de Lanaudière (neveu de feue Marie-Charlotte Tarieu de Lanaudière)
- 1875-1876 : Josephte-Antonine Tarieu de Lanaudière, Marie-Desanges-Alice Tarieu de Lanaudière et Joseph-Gaspard-Charles Tarieu de Lanaudière (enfants de feu Charles-Barthélémy-Gaspard Tarieu de Lanaudière)
- 1876-1888 : Julie-Arthémise Taché (veuve de feu Charles-Barthélémy-Gaspard Tarieu de Lanaudière)
- 1888-1901 : Marie-Desanges-Alice Tarieu de Lanaudière et Joseph-Gaspard-Charles Tarieu de Lanaudière (enfants de feue Julie-Arthémise Taché)
- 1901-1940 : Marie-Desanges-Alice Tarieu de Lanaudière[6]

#### Fief de Taillant
- 1853-1885: Marie-Angélique-Josèphe Tarieu de Lanaudière
- 1885-1894 : Succession de feue Marie-Angélique-Josèphe Tarieu de Lanaudière
- 1894-1900 : Louis Narcisse Ducondu
- 1900-1916 : Émilie Ducondu (sœur de feu Louis Narcisse Ducondu)
- 1916-1917 : Succession de feue Émilie Ducondu
- 1917-1940 : Amanda Michon, Marie-Louise Michon et Eveline Michon (nièces de feue Émilie Ducondu) Amanda décède en 1931.
- 1931-1940 : Louis Michon (frère de feue Amanda Michon)[7]

#### Fief de Tarieu
- 1853-1871: Charles-Barthélémy-Gaspard Tarieu de Lanaudière
- 1871 : Marie-Anne-Claire Symes
- 1871 : Julie-Arthémise Taché (épouse de Charles-Barthélémy-Gaspard Tarieu de Lanaudière)
- 1871-1926 : Georges Gilmour (décède en 1887) avec son épouse Sara Eliza Anderson
- 1923-1940 : Charles Henry Gilmour Anderson (fils de Georges Gilmour et Sara Eliza Anderson)[8]